# Pelinck
Pelinck is een uit Drenthe afkomstig geslacht. De familie werd in 1967 opgenomen in het Nederland's Patriciaat.

## Geschiedenis
Oudst bekende voorvader Johan Pelynck woonde in 1521 in Zuidvelde in het kerspel Norg. Hij was in 1533 en 1534 een van de vier etten van het Noordenveld. Verscheidene nazaten in de 17e en 18e eeuw waren landdagcomparant. Tot de latere generaties behoren predikanten, juristen en politici. 

## Familiewapen
Het familiewapen is "gedwarsbalkt van zilver en rood van zes stukken, waaroverheen drie versmalde linker-schuinbalken, de onderste ondersteund door drie versmalde rechter-schuinbalken, alles van rood. Helmteken: een rode leeuw, met de voorpoten een zilveren paal vasthoudend, welke rust op de helm. Dekkleden: zilver en rood."

## Enkele telgen
- mr. Hendrik Pelinck (1826-1904), advocaat en procureur in Assen, lid Gedeputeerde Staten van Drenthe
  - mr. Egbertus Pelinck (1854-1937), president arrondissementsrechtbank Assen, lid Eerste Kamer
  - mr. Nicolaas Pelinck (1857-1919), griffier, kantonrechter in Assen
  - mr. Hendrik Pelinck (1869-1944), vice-president arrondissementsrechtbank Assen, voorzitter Voogdijraad; trouwde met Wilhelmina Jacoba Zijnen de Gier (1872-1934), secr. Het Groene Kruis in Drenthe
    - Martinus Pelinck (1904-1972), burgemeester van Oosterhesselen en Norg, kamerheer i.b.d.
    - Egbert Pelinck (1907-1991), directeur Museum De Lakenhal, directeur Koninklijk Huisarchief

Geslachten die opgenomen zijn in het sinds 1910 verschijnende genealogische naslagwerk Nederland's Patriciaat. Lijst volgens opgave van het CBG Centrum voor familiegeschiedenis.
A · B · C · D · E · F · G · H · I · J · K · L · M · N · O · P · Q · R · S · T · U · V · W · Y · Z